# Selbe
De rivier Selbe (Mongools: Сэлбэ) stroomt op een hoogte van tussen de 1850 en 1350 meter boven de zeespiegel door het zuidelijk deel van het Hentigebergte in het centrale deel van Mongolië. De rivier is 26,2 km lang en het stroomgebied beslaat 220 vierkante kilometer.
De rivier stroomt door de Mongoolse hoofdstad Ulaanbaatar, waar ze uitkomt in de Tuul. De monding van de rivier is in 2012 gereconstrueerd. Voor die tijd stond de bedding regelmatig droog. In hetzelfde jaar werd een deel van het stroomgebied binnen Ulaanbaatar tot natuurgebied verklaard om de rivier tegen vervuiling te beschermen.